# Entlastungspfarrer
Entlastungspfarrer sind Pfarrer, die zur Entlastung der Superintendenten eingesetzt werden. Sie stellen eine Besonderheit der Evangelischen Kirche im Rheinland dar.
Bis 2005 wurden in der Rheinischen Kirche in der Regel Pfarrer im Probedienst oder Pastoren im Sonderdienst eingesetzt, um die Superintendenten in ihrem Dienst in ihren Gemeinden zu entlasten. Der Hintergrund war der, dass im Rheinland die Superintendenten normale Gemeindepfarrer bleiben, aber wegen ihrer zahlreichen kreiskirchlichen Aufgaben nur eingeschränkt in der Gemeinde arbeiten können.
Nachdem der Versuch gescheitert war, ein hauptamtliches Superintendentenamt einzuführen, ging die Landessynode 2005 einen anderen Weg. Jeder Kirchenkreis wurde nun verpflichtet, eine Entlastungspfarrstelle errichten zu lassen. Diese wird in der Gemeinde errichtet, in welcher der Superintendent seinen Dienst tut.
Die Inhaber der Entlastungspfarrstellen gelten als reguläre Gemeindepfarrer mit fast allen üblichen Rechten und Pflichten. Sie dürfen beispielsweise auch den Vorsitz im Presbyterium übernehmen, haben Sitz und Stimme in der Kreissynode und beeinflussen damit die Anzahl der von ihrer Gemeinde zu entsendenden Synodalabgeordneten. Allerdings ist ihre Berufung auf die Pfarrstelle befristet bis zum Ende der Amtszeit des jeweiligen Superintendenten. Zudem können sie, als einzige unter den Pfarrstelleninhabern, nicht in den Kreissynodalvorstand gewählt werden.